# Kathleen Horvath
Erica Kathleen „Kathy” Horvath (ur. 25 sierpnia 1965 w Chicago) – amerykańska tenisistka, dwukrotna ćwierćfinalistka French Open w grze pojedynczej oraz dwukrotna półfinalistka French Open w grze podwójnej.

## Kariera
Horvath występowała w rozgrywkach WTA Tour już od 1979 roku. Wtedy to jako 14 latka wygrała wszystkie 4 mecze kwalifikacji do US Open, a w pierwszej rundzie turnieju głównego dostała wolny los. W drugiej przegrała z rozstawioną z numerem szóstym Dianne Fromholtz Balestrat 7:6, 6:2.
Swój pierwszy tytuł wygrała mając niespełna 16 lat. Był to turniej niskiej kategorii rozgrywany w Montrealu, nie zaliczany do głównego cyklu WTA Tour. W sumie wygrała pięć tytułów singlowych oraz trzy deblowe.
Jest jedyną tenisistką, która pokonała Martinę Navrátilovą w sezonie 1983 (jedyna porażka liderki rankingu w całym sezonie) i uczyniła to w czwartej rundzie French Open wynikiem 6:4, 0:6, 6:3.
Karierę zakończyła w 1989 roku z bilansem zwycięstw 176-154 w singlu i 150-132 w deblu.

## Finały turniejów WTA
| Legenda                | Legenda |
| ---------------------- | ------- |
| Wielki Szlem           |         |
| Igrzyska olimpijskie   |         |
| WTA Tour Championships |         |
| 1971 – 1987            |         |
| Virginia Slims Circuit |         |
| Grand Prix Series      |         |
| Colgate Series         |         |

### Gra pojedyncza (5-3)
| Końcowy wynik | Nr | Data              | Turniej            | Nawierzchnia    | Przeciwniczka        | Wynik finału     |
| ------------- | -- | ----------------- | ------------------ | --------------- | -------------------- | ---------------- |
| Zwyciężczyni  | 1. | 6 marca 1983      | Nashville          | Dywanowa (hala) | Marcela Skuherská    | 6:3, 6:4         |
| Finalistka    | 1. | 23 maja 1983      | Berlin             | Ceglana         | Chris Evert-Lloyd    | 4:6, 6:7(1)      |
| Zwyciężczyni  | 2. | 13 listopada 1983 | Honolulu           | Dywanowa (hala) | Carling Bassett      | 4:6, 6:2, 7:6(1) |
| Finalistka    | 2. | 20 maja 1984      | Marco Island       | Ceglana         | Bonnie Gadusek       | 6:3, 0:6, 4:6    |
| Finalistka    | 3. | 29 stycznia 1984  | Berlin             | Ceglana         | Claudia Kohde-Kilsch | 7:6(8), 6:1      |
| Zwyciężczyni  | 3. | 10 marca 1985     | Indianapolis       | Dywanowa (hala) | Elise Burgin         | 6:2, 6:4         |
| Zwyciężczyni  | 4. | 31 marca 1985     | Palm Beach Gardens | Ceglana         | Petra Jauch Delhees  | 3:6, 6:3, 6:3    |
| Zwyciężczyni  | 5. | 12 lipca 1987     | Knokke Le Zoute    | Ceglana         | Bettina Bunge        | 6:1, 7:6(5)      |

### Gra podwójna (3-6)
| Końcowy wynik | Nr | Data                 | Turniej         | Nawierzchnia    | Partnerka           | Przeciwniczki                      | Wynik finału      |
| ------------- | -- | -------------------- | --------------- | --------------- | ------------------- | ---------------------------------- | ----------------- |
| Zwyciężczyni  | 1. | 9 maja 1982          | Perugia         | Ceglana         | Yvonne Vermaak      | Billie Jean King Ilana Kloss       | 2:6, 6:4, 7:6     |
| Zwyciężczyni  | 2. | 7 sierpnia 1983      | Indianapolis    | Ceglana         | Virginia Ruzici     | Gigi Fernández Beth Herr           | 4:6, 7:6, 6:2     |
| Finalistka    | 1. | 20 maja 1984         | Berlin          | Ceglana         | Virginia Ruzici     | Anne Hobbs Candy Reynolds          | 3:6, 6:4, 6:7(11) |
| Finalistka    | 2. | 27 maja 1984         | Perugia         | Ceglana         | Virginia Ruzici     | Iva Budařová Helena Suková         | 6:7(5), 6:1, 4:6  |
| Zwyciężczyni  | 3. | 10 marca 1985        | Indianapolis    | Dywanowa (hala) | Elise Burgin        | Jennifer Mundel Molly Van Nostrand | 6:4, 6:1          |
| Finalistka    | 3. | 28 kwietnia 1985     | Orlando         | Ceglana         | Elise Burgin        | Martina Navrátilová Pam Shriver    | 3:6, 1:6          |
| Finalistka    | 4. | 24 maja 1987         | Strasbourg      | Ceglana         | Marcella Mesker     | Jana Novotná Catherine Suire       | 0:6, 2:6          |
| Finalistka    | 5. | 12 lipca 1987        | Knokke Le Zoute | Ceglana         | Marcella Mesker     | Bettina Bunge Manuela Maleewa      | 6:4, 4:6, 4:6     |
| Finalistka    | 6. | 11 października 1987 | Ateny           | Ceglana         | Dianne Van Rensburg | Andrea Betzner Judith Wiesner      | 4:6, 6:7(0)       |

## Wygrane turnieje singlowe ITF
|    | Data       | Turniej  | Kat. | ($)    | Naw.            | Finalistka     | Wynik    |
| 1. | 25/01/1981 | Montreal | ITF  | 30 000 | Dywanowa (hala) | Candy Reynolds | 6:4, 7:6 |

## Historia występów wielkoszlemowych
Legenda
     W, wygrany turniej
     F, przegrana w finale
     SF, przegrana w półfinale
     QF, przegrana w ćwierćfinale
     xR, przegrana w x rundzie
     A, brak startu
     NH, turniej się nie odbył

### Występy w grze pojedynczej
| Turniej                | 1979  | 1980  | 1981  | 1982  | 1983  | 1984  | 1985  | 1986  | 1987  | 1988  | 1989  | Mecze   |
| ---------------------- | ----- | ----- | ----- | ----- | ----- | ----- | ----- | ----- | ----- | ----- | ----- | ------- |
| Australian Open        | A     | A     | A     | A     | A     | A     | A     | NH    | A     | A     | 1R    | 0 / 1   |
| French Open            | A     | 2R    | 3R    | 3R    | QF    | QF    | 3R    | 1R    | 1R    | 1R    | A     | 15 / 9  |
| Wimbledon              | A     | A     | A     | 1R    | A     | 2R    | A     | 3R    | 1R    | 1R    | A     | 3 / 5   |
| US Open                | 2R    | 2R    | 3R    | A     | 2R    | 1R    | 1R    | 3R    | 1R    | A     | A     | 6 / 8   |
| bilans                 | 0 / 1 | 2 / 2 | 4 / 2 | 2 / 2 | 5 / 2 | 5 / 3 | 2 / 2 | 4 / 3 | 0 / 3 | 0 / 2 | 0 / 1 | 24 / 23 |
|                        |       |       |       |       |       |       |       |       |       |       |       |         |
| Ranking na koniec roku | -     | 65    | 28    | 49    | 15    | 29    | 50    | 47    | 37    | 85    | 218   |         |

### Występy w grze podwójnej
| Turniej                | 1979  | 1980  | 1981  | 1982  | 1983  | 1984  | 1985  | 1986  | 1987  | 1988  | 1989  | Mecze   |
| ---------------------- | ----- | ----- | ----- | ----- | ----- | ----- | ----- | ----- | ----- | ----- | ----- | ------- |
| Australian Open        | A     | A     | A     | A     | A     | A     | A     | NH    | A     | A     | 2R    | 1 / 1   |
| French Open            | A     | A     | A     | SF    | 3R    | SF    | 3R    | 3R    | 1R    | 3R    | A     | 15 / 7  |
| Wimbledon              | A     | A     | A     | 3R    | A     | 1R    | A     | 1R    | 1R    | 2R    | A     | 3 / 5   |
| US Open                | A     | A     | A     | A     | 1R    | 1R    | QF    | 2R    | 1R    | A     | A     | 4 / 5   |
| bilans                 | 0 / 0 | 0 / 0 | 0 / 0 | 5 / 2 | 2 / 2 | 4 / 3 | 5 / 2 | 3 / 3 | 0 / 3 | 3 / 2 | 1 / 1 | 23 / 18 |
|                        |       |       |       |       |       |       |       |       |       |       |       |         |
| Ranking na koniec roku | -     | -     | -     | -     | -     | 35    | 47    | 62    | 52    | 54    | 335   |         |

### Występy w grze mieszanej
| Turniej         | 1979                    | 1980                    | 1981                    | 1982                    | 1983                    | 1984                    | 1985                    | 1986                    | 1987  | 1988  | 1989  | Mecze |
| --------------- | ----------------------- | ----------------------- | ----------------------- | ----------------------- | ----------------------- | ----------------------- | ----------------------- | ----------------------- | ----- | ----- | ----- | ----- |
| Australian Open | turnieju nie rozgrywano | turnieju nie rozgrywano | turnieju nie rozgrywano | turnieju nie rozgrywano | turnieju nie rozgrywano | turnieju nie rozgrywano | turnieju nie rozgrywano | turnieju nie rozgrywano | A     | A     | 1R    | 0 / 1 |
| French Open     | A                       | A                       | SF                      | A                       | A                       | A                       | A                       | A                       | A     | 1R    | A     | 3 / 2 |
| Wimbledon       | A                       | A                       | A                       | A                       | A                       | A                       | A                       | 1R                      | A     | A     | A     | 0 / 1 |
| US Open         | A                       | A                       | A                       | A                       | A                       | A                       | SF                      | A                       | A     | A     | A     | 3 / 1 |
| bilans          | 0 / 0                   | 0 / 0                   | 3 / 1                   | 0 / 0                   | 0 / 0                   | 0 / 0                   | 3 / 1                   | 0 / 1                   | 0 / 0 | 0 / 1 | 0 / 1 | 6 / 5 |

## Występy w juniorskich turniejach wielkoszlemowych

### Zwycięstwa
| Końcowy wynik | Rok  | Turniej     | Nawierzchnia | Przeciwnik     | Wynik finału |
| Zwyciężczyni  | 1980 | French Open | Ceglana      | Kathleen Henry | 6:2, 6:2     |

### Półfinały
| Końcowy wynik | Rok  | Turniej   | Nawierzchnia | Przeciwniczka   | Wynik półfinału |
| Półfinalistka | 1979 | US Open   | Twarda       | Mary Lou Piatek | 6:4, 3:6, 4:6   |
| Półfinalistka | 1980 | Wimbledon | Trawiasta    | Susan Leo       | 1:6, 4:6        |